# Hymenophyllum trifoliatum
Hymenophyllum trifoliatum är en hinnbräkenväxtart som först beskrevs av Carolus Linnaeus, och fick sitt nu gällande namn av G. R. Proctor och Lourteig. Hymenophyllum trifoliatum ingår i släktet Hymenophyllum och familjen Hymenophyllaceae. Inga underarter finns listade.